# Soraya Arnelas

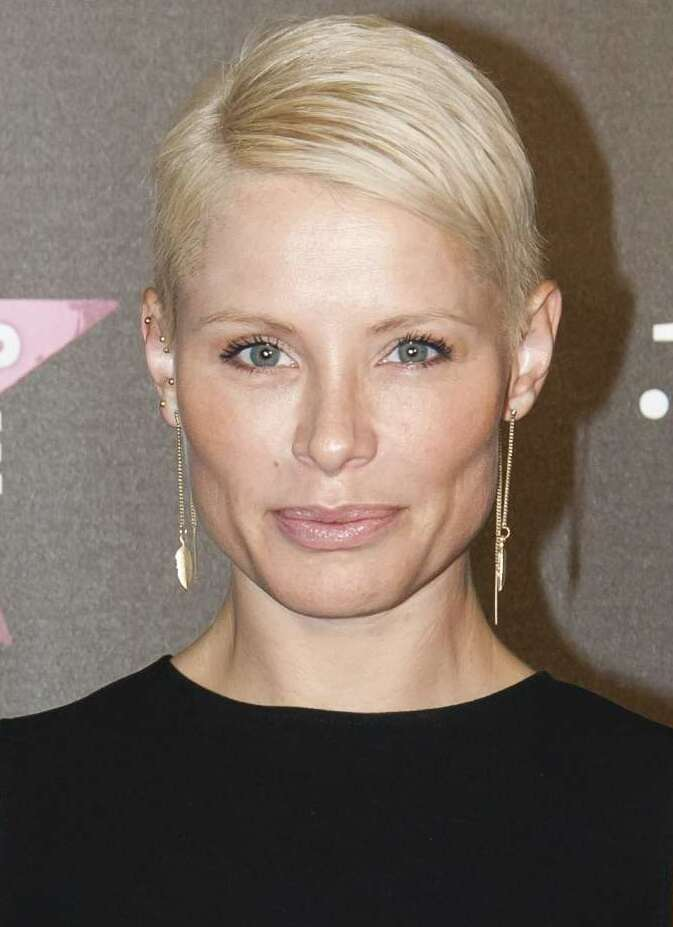
Soraya Arnelas (2015)

Soraya Arnelas (* 13. September 1982 in Valencia de Alcántara, Provinz Cáceres) ist eine spanische Popsängerin. Sie ist durch die Castingshow Operación Triunfo (2004–2005) bekannt geworden. Ihre Songs sind überwiegend dem Dancepop zuzuordnen.

## Leben und Karriere
Bis zu ihrem zwölften Lebensjahr wohnte sie mit ihren Eltern in Valencia de Alcántara in der westspanischen Provinz Cáceres, danach zogen sie nach Madrid. Mit der Volljährigkeit begann sie dort Schauspielerei zu studieren, was sie jedoch wieder abbrach um Flugbegleiterin zu werden. Diesen Beruf übte sie bis zu ihrer Teilnahme bei Operación Triunfo auch aus.

### 2004–2005
2004 bis 2005 nahm sie an der TV-Castingshow Operación Triunfo teil. Sie schaffte es bis zur Finalrunde, sie wurde aber nur Zweite. Trotzdem nahm sie das Plattenlabel Santander Records unter Vertrag.
2005 wurde in Spanien Arnelas erste Single, Mi mundo sin ti, veröffentlicht. Im Dezember desselben Jahres folgte das erste Album Corazón de fuego. Die Single schaffte es bis auf Platz 5 in den Single-, in den Airplaycharts sogar auf Platz 1. Das Album, das zur Gänze von Kike Santander produziert wurde, erreichte Platz 13 in den Albumcharts und Platinstatus.

### 2006–2007
Nach der Veröffentlichung des Titelsongs Corazón de fuego als Single kündigte Soraya Arnelas ihren Plattenvertrag bei Santander Records auf und unterschrieb bei Vale Music, einem Sublabel von Universal. Daraufhin wurde die Vorabsingle Self Control (eine Coverversion des 80er Hits von Laura Branigan) zu ihrem zweiten Album Ochenta's veröffentlicht. Die Single wurde ihr bis dato größter Erfolg, schon nach kurzer Zeit belegte sie Platz 1 der spanischen Singlecharts. Wenig später erreichte Self Control auch Goldstatus, das neue Album, das neben der Vorabsingle auch noch andere englischsprachige Coverversionen enthielt, wie der Vorgänger Platin, hielt sich fast ein ganzes Jahr lang ununterbrochen in der Chartwertung und erreichte Platz 5.
Die zweite Singleauskoppelung aus Ochenta's, Call Me (eine Coverversion des 80er-Jahre-Hits von Spagna) war allerdings weniger erfolgreich und platzierte sich nur außerhalb der Top 10.

### 2007–2008
Die Vorabsingle aus dem gleichnamigen, dritten Album Dolce vita (der Song war eine Coverversion des 80er-Jahre-Hits des Sängers Ryan Paris) wurde 2007 veröffentlicht und hatte wieder ähnlichen Erfolg wie die Vorgängersingles und wurde sogar mit der goldenen Schallplatte ausgezeichnet, ebenso wie etwas später auch das Album. In dieser Zeit gingen die Verkäufe wieder etwas zurück, das Album verkaufte sich „nur noch“ rund 40.000 Mal in Spanien, während sich die Vorgänger sogar um die 80.000 verkaufte Exemplare vorweisen konnten.
Als zweite Single aus dem Album Dolce vita wurde Anfang 2008 Words auserkoren. Jedoch wurde nur Platz 14 erreicht, in den Airplaycharts stand die Single dennoch sogar in den Top 5.

### 2008–2009
Im Frühjahr 2008 wurde bekannt, dass Soraya Arnelas mit der belgischen Sängerin Kate Ryan für deren neues Dance-/Elektropop-Album Free, das im Mai desselben Jahres erschienen ist, ein Duett (Tonight We Ride/No digas que no) aufgenommen hat. Im Gegenzug dazu ist auf Arnelas vierten Album Sin miedo ebenfalls ein Song mit Ryan (Cáminare) vorhanden. Diese Promotion hat auch bereits durch den Erfolg durch Ryans Single Ella elle l'a im Sommer 2008 gefruchtet; der Tonträger stand neun Wochen auf Platz 1 in den spanischen Singlecharts und erreichte achtfachen Platinstatus. Andererseits soll der internationale Bekanntheitsgrad Kate Ryans für einen Erfolg von Arnelas neuem Album in mehreren europäischen Ländern helfen, insbesondere in Belgien.
Im Oktober 2008 wurde auch eine neue Single veröffentlicht, kurz vor dem gleichnamigen Album Sin miedo.
Im Mai 2009 vertrat sie Spanien im Finale des Eurovision Song Contest 2009 mit dem Lied La noche es para mí. Beim Sieg des Norwegers Alexander Rybak belegte sie im 25 Finalteilnehmer zählenden Starterfeld den vorletzten Platz.

## Diskografie

### Alben
| Jahr | Titel            | Höchstplatzierung, Gesamtwochen, AuszeichnungChartsChartplatzierungen (Jahr, Titel, Platzierungen, Wochen, Auszeichnungen, Anmerkungen) | Anmerkungen         |
| Jahr | Titel            | ES | Anmerkungen         |
| ---- | ---------------- | --- | ------------------- |
| 2005 | Córazon de fuego | ES13 Platin · (29 Wo.)ES | Verkäufe: + 100.000 |
| 2006 | Ochenta’s        | ES5 Platin · (50 Wo.)ES | Verkäufe: + 100.000 |
| 2007 | Dolce vita       | ES5 Gold · (31 Wo.)ES | Verkäufe: + 50.000  |
| 2008 | Sin miedo        | ES21 (22 Wo.)ES | Verkäufe: + 3.500   |
| 2010 | Dreamer          | ES8 (18 Wo.)ES |                     |
| 2013 | Universe in Me   | ES31 (2 Wo.)ES |                     |
| 2016 | Akústika         | ES97 (1 Wo.)ES |                     |

### Singles
| Jahr | Titel Album   | Höchstplatzierung, Gesamtwochen, AuszeichnungChartsChartplatzierungen (Jahr, Titel, Album, Platzierungen, Wochen, Auszeichnungen, Anmerkungen) | Anmerkungen                              |
| Jahr | Titel Album   | ES | Anmerkungen                              |
| ---- | ------------- | --- | ---------------------------------------- |
| 2008 | Sin miedo     | ES32 (5 Wo.)ES |                                          |
| 2012 | Feeling You – | ES47 (1 Wo.)ES | Antoine Clamaran & Vince M. feat. Soraya |
| 2013 | Con fuego –   | ES29 (3 Wo.)ES | feat. Aqeel                              |
| 2013 | Plastic –     | ES25 (1 Wo.)ES |                                          |
| 2014 | El huracán –  | ES21 (1 Wo.)ES | feat. Vega                               |

Weitere Singles
- 2005: Mi mundo sin ti (Córazon de fuego)
- 2006: Córazon de fuego (Córazon de fuego)
- 2006: Non debería (Antonio Romero; mit Antonio Romero)
- 2006: Fruto prohibido (Fruto prohibido; mit Santa Fe)
- 2006: Self Control (Ochenta’s)
- 2007: Call Me (Ochenta’s)
- 2007: La dolce vita (Dolce vita)
- 2008: Words (Dolce vita)
- 2008: Tonight We Ride/No digas que no (Free; mit Kate Ryan, nur in Spanien und als Promo-Single veröffentlicht)
- 2018: Qué Bonito (ES: Gold)